# Greg Abate

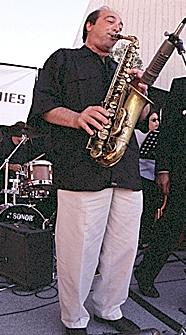
Auftritt beim San Jose Jazz Festival 2011

Greg Abate (* 31. Mai 1947 in Fall River, Massachusetts) ist ein US-amerikanischer Jazzmusiker (Saxophon, Flöte), Arrangeur, Musikpädagoge und Komponist.

## Leben
Abate wuchs in Woonsocket (Rhode Island) auf; auf der Highschool lernte er Klarinette. Anschließend studierte er am Berklee College of Music in Boston und lebte dann einige Jahre in Kalifornien, bevor er 1972 nach Berklee zurückkehrte, um seine Ausbildung zu beenden. Er arbeitete dann in den Bands von Ray Charles (1973/74 als Nachfolger von David Fathead Newman), ab 1978 mit der eigenen Band Channel One und von 1985 bis 1987 im Artie-Shaw-Orchestra unter der Leitung von Dick Johnson; außerdem wirkte er bei Aufnahmen von Herb Pomeroy und Claudio Roditi mit. Er lebt in Rhode Island und tritt vorwiegend an der Ostküste der USA, aber auch in Europa auf. Unter eigenem Namen legte er seit Anfang der 1990er Jahre eine Reihe von Alben auf den Labeln Seaside, Candid und Blue Chip Jazz vor. Abate, der in der Bebop und Hardbop-Tradition spielt, zählt Charlie Parker, Paul Desmond und Phil Woods zu seinen Haupteinflüssen.
Abate ist Adjunct Instructor of Jazz [Außerordentlicher Dozent im Fachbereich Jazz] am Rhode Island College. Er unterrichtet Jazzimprovisation und Jazztheorie, betreut aber auch Jazzcombos. Er leitet in den USA und weltweit Workshops, Clinics und Meisterklassen.

## Diskografie (Auswahl)
- Greg Abate - Spirit, 1987, Stage Door Records AVL 89131. The Greg Abate Group featurin Claudio Roditi. Als Audiokassette erschienen.
- Two sides of Greg Abate, 1988, Buckley Records. The Greg Abate Quartet.
- Bop City - Live in Birdland NYC, 1991, Candid Records. The Greg Abate Quartet, mit James Williams, Rufus Reid, Kenny Washington
- Greg Abate straight ahead, 1993, Candid Records, mit Claudio Roditi, Hilton Ruiz, George Mraz, Kenny Washington
- Dr. Jekyll and Mr. Hyde, 1994, Candid Records CCD 79715, The Greg Abate Quartet, mit Richie Cole, Chris Neville, Paul Del Nero, Artie Cabral
- My Buddy, 1997, Seaside Recordings. Greg Abate and Friends, mit Donna Byrne, Paul Fontaine, Mac Chrupcala, Marshall Wood, Al Bernstein, John Anter
- Greg Abate: It's Christmastime, 1997, Brownstone Recordings, mit Herb Pomeroy, Paul Broadnax, Jack Pezanelli, Mark Pucci, Peter Kontrimas,  Matt Gordy
- Bop Lives, 1998, Blue Chip Jazz, mit Claudio Roditi, Kenny Barron, Rufus Reid, Ben Riley
- Broken Dreams, 2000, Seaside Recordings. mit Frank Tiberi, Mac Chrupcala, Dave Zinno, John Anter
- Happy Samba, 2000, Blue Chip Jazz, mit Mark Soskin, Harvie Swartz, Ed Uribe, und Wilson “Chembo” Corniel
- Evolution, 2002, 1201 Music, mit James Williams, Harvie Swartz, Billy Hart[5]
- Horace Is Here, Koko Jazz Records, 2004, mit Claudio Roditi, Hilton Ruiz, Marshall Wood, Artie Cabral
- Monsters in the Night, Koko Jazz Records, 2005, mit Paul Nagel, Bill Miele, Art Montanaro, Vinnie Pagano
- Kindred Spirits, Live at Chan’s, 2016, Whaling City Sound. Greg Abate & Phil Woods
- Gratitude (2019)
- Magic Dance: The Music of Kenny Barron (Whaling City Sound, 2021)

## Rezeption
Howard Reich, Musikkritiker der Chicago Tribune gesteht Abates Werk ein feeling of constant invention and creativity [Gefühl von unaufhörlicher Fantasie und Kreativität] zu, während ihn Jim Merod, New Jazz Recordings, einen der most appealing saxophonists [ansprechendsten Saxophonisten] der heutigen Jazzszene nennt. Chris Robinson bezeichnet ihn auf conn-selmer.com als einen der besten Post-Bebop Altsaxophonisten heute und gesteht ihm den Titel Prince of Bebop zu.